# Prosopophora peni
Prosopophora peni är en insektsart som beskrevs av Borchsenius 1960. Prosopophora peni ingår i släktet Prosopophora och familjen Lecanodiaspididae. Inga underarter finns listade i Catalogue of Life.